# Rasbora tobana
Rasbora tobana är en fiskart som beskrevs av Ahl, 1934. Rasbora tobana ingår i släktet Rasbora och familjen karpfiskar. Inga underarter finns listade i Catalogue of Life.